# Rumillies
Pour l’article ayant un titre homophone, voir Rumilly.
Rumillies est un village de la commune de Tournai, ville située dans le Hainaut occidental, en Belgique. Le nom Rumillies n'est apparu qu'en 1803 du fait que le village avait eu différents noms auparavant : Rumineas (925), Villa Ruminae Dom Baudry (1024), Rumegnies (1186), Ruegni et Rusmegni (1226), Rumengies (1242), Rumegnies (1306) et Rugmegnies (1325). Le village était une commune à part entière tout comme Allain, Chercq, Havinnes, Kain, Mont-Saint-Aubert, Ramegnies-Chin, Warchin avant la fusion des communes de 1977.

## Évolution démographique
| 1794 | 398 |
| 1801 | 305 |
| 1807 | 385 |

- Sources : INS, Rem. : 1831 jusqu'en 1970 = recensements, 1976 = nombre d'habitants au 31 décembre.

## Histoire

### La commune
Jusqu'à la Révolution française, Rumillies faisait partie des faubourgs de Tournai. En effet, en août 1289, le village avait été acheté par la ville à Hugues de Châtillon, comte de Saint-Pol et seigneur d'Avesnes, en plus du quartier des Chaufours, d’Allain, de Warchin et le bois de Breuze. L'abbaye Saint-Martin de Tournai était propriétaire, à Rumillies, d'une exploitation agricole et d'un bois de 40 bonniers où les habitants du lieu et des localités voisines avaient quelques droits d'usage tels que le ramassage des branches sèches et de l'herbe. Au milieu du XIIIe siècle, Rumillies dépendait de la paroisse Saint-Brice de Tournai. Devenue paroisse autonome à une date inconnue, Rumillies se voit confirmer dans ce statut par Mgr Hirn le 16 octobre 1803 et attribuer la dépendance de Warchin.
À la fin du XVIe début du XVIIe siècle, Robert Procureur ( vers 1574-1622), dit de Hauport, écuyer, est seigneur de Grandsars, Rumegnies (Rumillies). Fils de Jacques et de Jeanne d'Ostelart, il nait vers 1574, devient échevin d'Ath et meurt à Ath le 4 novembre 1622. Il se marie d'abord avec Jeanne Cuvillon, fille de Pierre, écuyer, avocat, bourgeois de Lille, assesseur à la gouvernance, bailli du Bois de Nieppe (Forêt de Nieppe), et de Jacqueline de la Chapelle. Jeanne Cuvillon meurt le 26 juin 1617, est enterrée à Notre-Dame du Refuge à Ath (Abbaye de l'Abbiette). Robert Procureur épouse ensuite Jeanne Allegambe.
L'édit de Fontainebleau, accordé par Louis XIV en octobre 1686, soumet la seigneurie de le Walle à la juridiction du bailliage du Tournaisis. En 1692, la superficie du village tout entier est évaluée à 150 bonniers 700 verges.
En 1834, cette surface dépasse de peu les 677 hectares dont 453,33 sont utilisés pour la culture (céréales, plantes fourragères, pommes de terre et légumes) et une trentaine d'hectares sert de pâtures. À Rumillies, les bois occupent une place importante de 166 ha 77. Une ferme d'élevage de bovins et deux distilleries y sont installées après le défrichement de 150 bonniers par un propriétaire de Tournai. Conformément à une évolution souvent constatée dans le Hainaut occidental, les prairies vont croitre d'une manière constante de 1866 (28 ha 72) à 1950 (près de 148 ha) et même jusqu’en 1959 (180 ha 79), période durant laquelle les bois représentent encore 101 ha 79. En 1970, la population active domiciliée à Rumillies se répartit avec équilibre entre les ouvriers et les employés (travaillant à Tournai). Il s'agit notamment, du fait de la proximité de la gare de Tournai, d'agents des chemins de fer dont l'afflux a provoqué une hausse de la population.
Rumillies a été un quartier florissant et animé ; à la chaussée de Frasnes s'est trouvé un cinéma et une salle de fêtes où se trouve le café du Trianon. Il y a eu beaucoup de commerces qui ont contribué à l'activité de Rumillies : 2 boulangeries, 1 quincaillerie, 3 boucheries, 2 magasins de chaussures, 1 droguerie et de nombreux cafés en plus de toutes les professions libérales.

### La famille des princes de Croÿ
La famille de Croÿ succède à la famille de Robiano. Les Princes de Croÿ ont profondément marqué le village de Rumillies auquel ils ont donné deux bourgmestres.

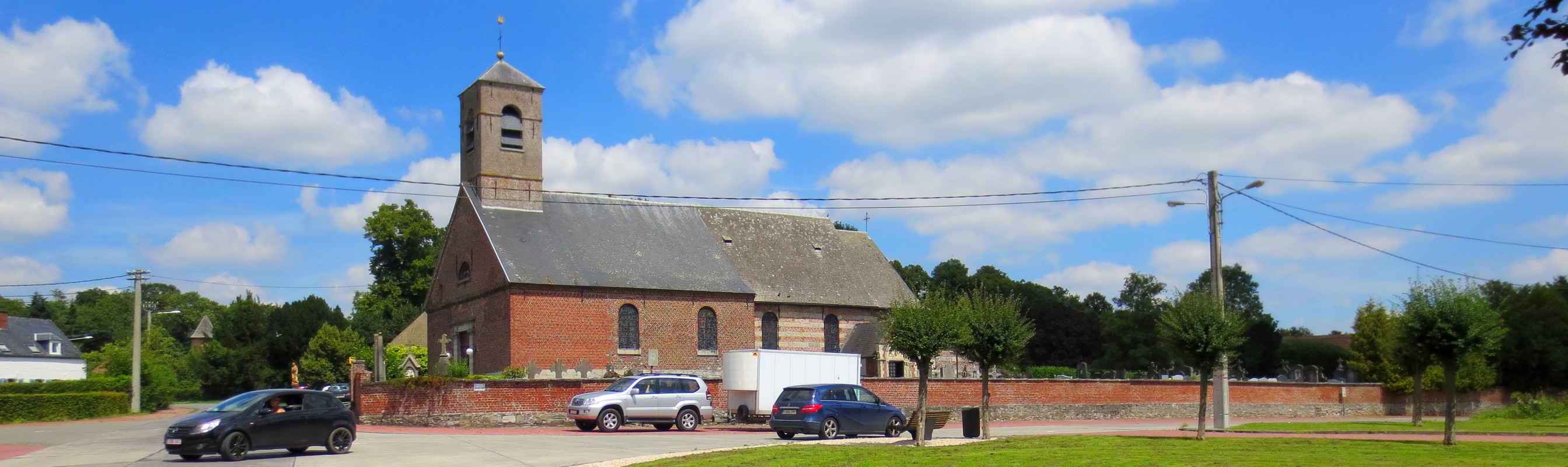
Rumillies, l'église.

## Patrimoine et culture

### Patrimoine architectural

#### Église paroissiale Sainte-Marie-Madeleine

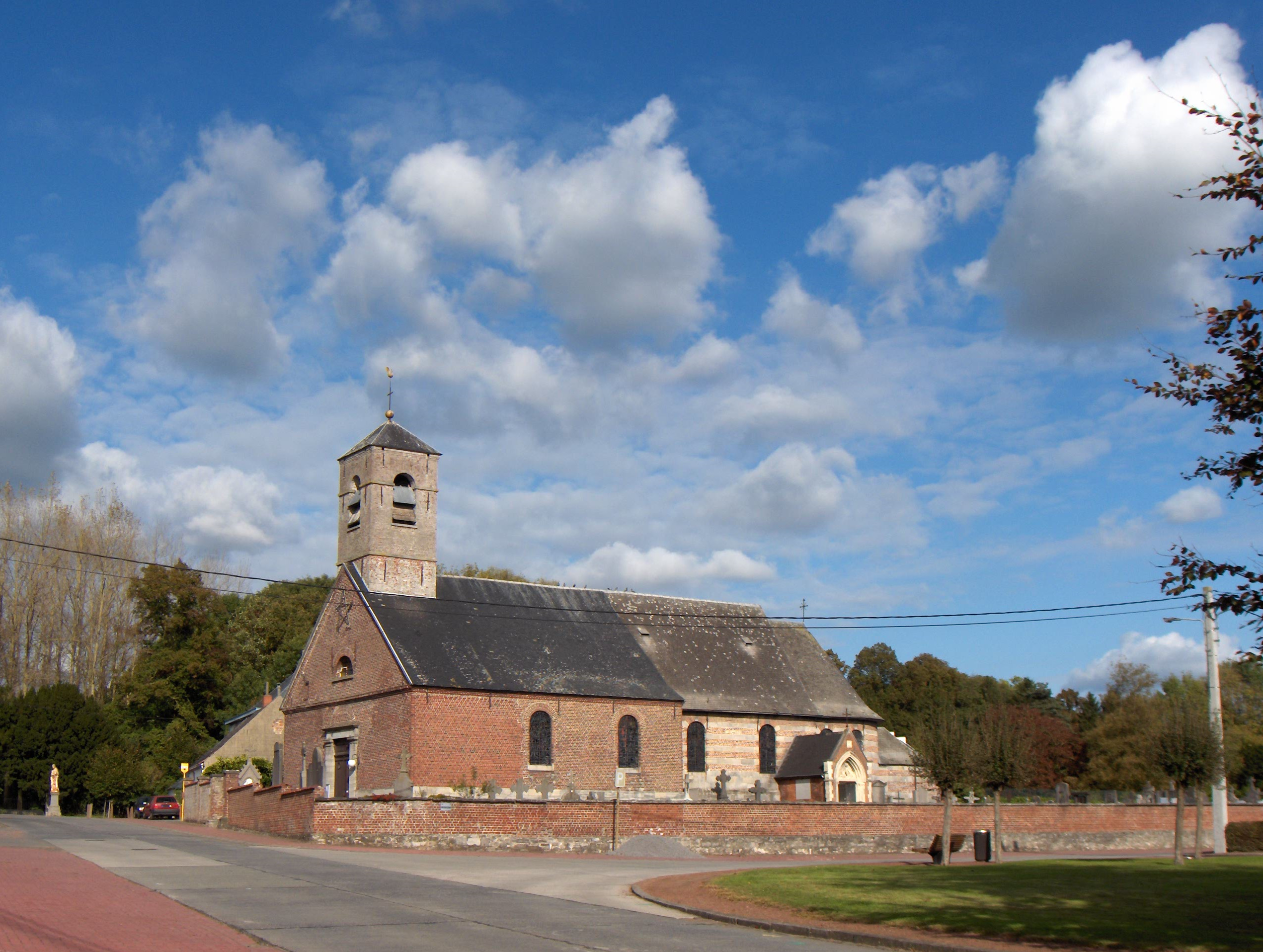
Église de Rumillies.

L'église est datée de 1749. Elle a été agrandie aux alentours de 1830-1831 grâce au baron de Cazier. La façade est de type néo-classique. La partie ancienne est constituée d'une nef et d'un cœur en abside et prolongée par une sacristie, le tout en briques et en pierre du Tournaisis. Au XIXe siècle, une nouvelle nef plus large a été érigée vers l'ouest. Contre le flanc sud se trouve une petite chapelle funéraire néo-gothique de la famille de Robiano, en briques et pierres blanches.

#### Le château du prince
Le château du prince Guillaume de Croÿ est construit sur un château plus ancien dont il ne reste aucune trace. Celui-ci est assez récent car il a été reconstruit après la Première Guerre mondiale. En 1918, des combats entre l'armée allemande et l'armée anglaise avaient détruit partiellement l'édifice.
Il date donc de l'après-guerre tandis que ses dépendances, telles que les écuries, datent de la fin du XIXe siècle.
La bâtisse est construite dans un parc à l'anglaise dessiné dans la deuxième moitié du XIXe siècle.

#### Le château de la Solitude
Le château remonterait soit au XVe ou au XVIe siècle mais a été fortement modifié au XVIIIe siècle. La bâtisse est un ancien quadrilatère ceinturé d'eau mais aujourd'hui il ne reste que les côtés nord et est. La douve est a été asséchée et un pont permet l'entrée dans la cour. À l'heure actuelle, le château sert d'école.

#### Le carrefour de la Verte-Feuille
Le carrefour de la Verte-Feuille est un lieu de passage important car il donne accès à Renaix, à Frasnes, à Warchin et à la place de Rumillies. Le petit ruisseau à ses abords sert de limite entre Rumillies et Tournai. À côté du carrefour se trouvait l'ancien couvent des Filles de la Sagesse avec son vaste parc et son étang.

## Sources et références bibliographiques
- ASBL Tourisme et Culture, Tournai vers le futur, Tournai, Ed.Ville de Tournai, 1998.

- Coupez, J., Rumillies. Souvenir de la Verte-Feuille en 1930. In : Desmaele, Bernard. (ed.), Tournai, Trente ans de fusion, Trente villages, Trente souvenirs. Tournai, Société Royale d’Histoire et d’Archéologie de Tournai, pp. 101-103.

- Delfosse, J.-M., Rumillies. Mon village.

- Ministère de la Culture Française, Le patrimoine monumental de la Belgique, volume 6, Province de Hainaut, Arrondissement de Tournai, Tome 1 (A-T), Liège, Ed.Pierre Mardaga éditeur, 1997

- V. Ch. et P. G., Rumillies. in : Ed. La Renaissance Du Livre, Communes de Belgique, dictionnaire d’histoire et de géographie administrative, tome 2 Wallonie-Bruxelles. La Renaissance Du Livre (ed.), 1980-1981. pp. 1294-1295.